# David Čavić
David Čavić (Banja Luka, 21 novembre 2002) è un calciatore bosniaco, ala o centrocampista del Borac Banja Luka.

## Carriera
Cresciuto nel settore giovanile del Borac Banja Luka, ha esordito in prima squadra il 3 novembre 2019, nella partita di campionato vinta per 2-0 contro il Radnik Bijeljina. Il 29 luglio 2022 viene ceduto in prestito al Leotar; rientrato al Borac dopo una buona stagione a livello individuale, il 27 febbraio 2024 firma un rinnovo triennale con i rossoblù.

## Statistiche

### Presenze e reti nei club
Statistiche aggiornate al 24 maggio 2025.
| Stagione                | Squadra                 | Campionato              | Campionato | Campionato | Coppe nazionali | Coppe nazionali | Coppe nazionali | Coppe continentali | Coppe continentali | Coppe continentali | Altre coppe | Altre coppe | Altre coppe | Totale | Totale |
| Stagione                | Squadra                 | Comp                    | Pres       | Reti       | Comp            | Pres            | Reti            | Comp               | Pres               | Reti               | Comp        | Pres        | Reti        | Pres   | Reti   |
| ----------------------- | ----------------------- | ----------------------- | ---------- | ---------- | --------------- | --------------- | --------------- | ------------------ | ------------------ | ------------------ | ----------- | ----------- | ----------- | ------ | ------ |
| 2019-2020               | Borac Banja Luka        | PL                      | 1          | 0          | CB              | 0               | 0               | -                  | -                  | -                  | -           | -           | -           | 1      | 0      |
| 2020-2021               | Borac Banja Luka        | PL                      | 12         | 0          | CB              | 4               | 0               | UEL                | 0                  | 0                  | -           | -           | -           | 16     | 0      |
| 2021-2022               | Borac Banja Luka        | PL                      | 11         | 0          | CB              | 3               | 0               | UCL+UECL           | 0+1                | 0                  | -           | -           | -           | 15     | 0      |
| 2022-2023               | Leotar                  | PL                      | 25         | 4          | CB              | 1               | 0               | -                  | -                  | -                  | -           | -           | -           | 26     | 4      |
| 2023-2024               | Borac Banja Luka        | PL                      | 24         | 4          | CB              | 3               | 0               | UECL               | 0                  | 0                  | -           | -           | -           | 27     | 4      |
| 2024-2025               | Borac Banja Luka        | PL                      | 25         | 3          | CB              | 5               | 0               | UCL+UEL+UCoL       | 4+4+8              | 0                  | SB          | 1           | 0           | 47     | 3      |
| Totale Borac Banja Luka | Totale Borac Banja Luka | Totale Borac Banja Luka | 73         | 7          |                 | 15              | 0               |                    | 17                 | 0                  |             | 1           | 0           | 106    | 7      |
| Totale carriera         | Totale carriera         | Totale carriera         | 98         | 11         |                 | 16              | 0               |                    | 17                 | 0                  |             | 1           | 0           | 132    | 11     |

## Palmarès

### Club

#### Competizioni nazionali
- Campionato bosniaco: 2

Borac Banja Luka: 2020-2021, 2023-2024